# SkQ
SkQ — класс митохондриально-направленных антиоксидантов, разработанных под руководством академика Владимира Скулачёва.
В широком смысле SkQ представляет собой липофильный катион, соединенный через насыщенный углеводородный фрагмент с антиоксидантом. Благодаря липофильности SkQ эффективно проникает через мембраны клетки. При этом положительный заряд обеспечивает направленную доставку присоединенного антиоксиданта в отрицательно заряженный матрикс митохондрий. Вещества этого типа, а также лекарственные препараты на их основе и способы их применения запатентованы как в России, так и в других странах, включая США, ЕС, Китай, Японию и др.
Иногда термин SkQ применяется в узком смысле для обозначения катионного производного растительного антиоксиданта пластохинона.

## История
В 1969 году впервые было предложено вещество, накапливающееся в митохондриях — трифенилфосфоний (TPP, заряженный трифенилфосфин), низкомолекулярное соединение, состоящее из положительно заряженного атома фосфора, окруженного тремя гидрофобными фенилами. В 1970 году была выдвинута идея использовать TPP для целенаправленной доставки соединений в митохондриальный матрикс. В 1974 году TPP и его производные были названы известным американским биохимиком Д. Грином «ионами Скулачёва».
В 1999 году опубликована первая работа по направленной доставке в митохондрии антиоксиданта — альфа-токоферола, соединенного через углеводородную цепь с TPP. Соединение получило название MitoVitE.
Первым широко известным митохондриально-направленным антиоксидантом стал синтезированный позже MitoQ. Его антиоксидантная часть представлена убихиноном, который соединен через 10-углеродную алифатическую цепь с TPP.
В начале 2000-х группа российского академика В. П. Скулачёва  начала разработку SkQ — митохондриально-адресованного антиоксиданта, похожего на MitoQ, но с заменой убихинона на пластохинон. Пластохинон является аналогом убихинона из растительных хлоропластов, при этом более активен.
Эффективность SkQ-соединений оказалась выше прежних аналогов в сотни раз. Было синтезировано и протестировано несколько Sk-соединений, с модифицированной липофильной или антиоксидантной частью, с варьированием длины алифатического линкера. Все эти соединения имеют сокращенные названия, происходящие от фамилии Скулачёва (Sk), буквы для обозначения убихинона (Q) и обозначения модификации (буквенный и/или численный символ, например, R1 для производного родамина и пластохинона). Наибольшее количество данных получено для SkQ1 и SkQR1.
C 2005 года производилось тестирование и было доказано антиоксидантное действие SkQ in vitro.
Позже тестировались свойства SkQ in vitro на фибробластах и in vivo на разных организмах: мышах, плодовых мушках, дрожжах и многих других. SkQ защищает клетки от гибели при окиcлительном стрессе, а также эффективен в лечении возраст-зависимых заболеваний у животных.
С 2008 года начата разработка лекарственных препаратов на основе SkQ. В 2012 году в России одобрено использование глазных капель «Визомитин» на основе SkQ1 для лечения синдрома сухого глаза и начальной стадии катаракты. Начато тестирование эффективности SkQ-препаратов и против других заболеваний, как в России, так и в США.
В 2016 было проведено клиническое исследование 1-й фазы перорального препарата на основе SkQ1.
В 2017 году было выяснено, что SkQ обладает сильным антибактериальным действием и способен подавлять активность ферментов множественной лекарственной устойчивости в бактериях.
По состоянию на 2019 год проект Скулачёва ведет разработку митохондриальных антиоксидантов в нескольких направлениях: синтез и тестирование новых SkQ-соединений, тестирование эффектов на разнообразных модельных системах и при разных заболеваниях.

## Классификация
SkQ-соединение состоит из трех частей: антиоксиданта, C-алифатического линкера и липофильного катиона.
Перечень некоторых SkQ и близких соединений:
| SkQ1    | лат. 10-(6'-Plastoquinonyl)decyltriphenylphosphonium             |
| SkQR1   | лат. 10-(6'-Plastoquinonyl)decylrhodamine-19                     |
| SkQ2    | лат. 10-(6'-plastoquinonyl)decylcarnitine                        |
| SkQ2M   | лат. 10-(6'-plastoquinonyl)decylmethylcarnitine                  |
| SkQ3    | лат. 10-(6′-methylplastoquinonyl) decyltriphenylphosphonium      |
| SkQ4    | лат. 10-(6'-plastoquinonyl)decyltributylammonium                 |
| SkQ5    | лат. 5-(6'-plastoquinonyl)amyltriphenylphosphonium               |
| SkQBerb | лат. 13-[9-(6-plastoquinonyl) nonyloxycarbonyl-methyl] berberine |
| SkQPalm | лат. 13-[9-(6-plastoquinonyl) nonyloxycarbonyl-methyl] palmatine |
| C12TPP  | лат. dodecyltriphenylphosphonium                                 |
| MitoQ   | лат. 10-(6-ubiquinoyl)decyltriphenyl-phosphonium                 |

### По типу катиона
Липофильный катион определяет эффективность проникновения через мембраны в матрикс митохондрий. Наилучшие свойства проявляют SkQ-соединения с ионом трифенилфосфония (TPP): MitoQ, SkQ1 и другие.
Не уступают им соединения с родамином 19, например SkQR1. Родамин обладает свойствами флуоресценции, поэтому его производные используются для визуализации митохондрий.
Слабой проникающей способностью обладают производные SkQ с метилкарнитином (SkQ2M), с трибутиламмонием (SkQ4) в качестве липофильных катионов.
Интересно, что тестировались также катионы с известными лечебными свойствами — берберин и пальматин. Их производные с SkQ (SkQBerb и SkQPalm) не сильно отличаются по свойствам от SkQ1 и SkQR1.

### По длине линкера
В SkQ соединениях используется декаметиленовый линкер (алифатическая цепь из 10 углеродных атомов). Уменьшение длины цепи приводит к ухудшению проникающей способности иона. Это продемонстрировано на SkQ5 — соединении с пентаметиленовым линкером.
Компьютерные методы (молекулярная динамика в мембране) показали, что длина линкера 10 оптимальна для проявления антиоксидантных свойств SkQ1. Остаток хинона располагается точно около C9 или C13 атомов жирных кислот мембраны, которые должен восстанавливать (подробнее см. Механизм действия).

### По типу антиоксиданта
Соединения без антиоксидантной части используются для контроля эффекта SkQ. Например, это C12-TPP и C12R1. Они проникают в митохондрии, но не ингибируют окисления. Интересно, что эти соединения частично демонстрируют положительные эффекты SkQ. Это объясняется явлением мягкого разобщения мембраны митохондрий (подробнее см. Механизм действия).
Соединения с токоферолом и с убихиноном по историческим причинам называются MitoVitE  и MitoQ, хотя формально их можно отнести к классу SkQ-соединений. MitoQ традиционно используется для сравнения с SkQ.
Антиоксидантная активность наибольшая для соединений с тимохиноном (SkQT1 и SkQTК1). Тимохинон — производное пластохинона, но с одним метильным заместителем в ароматическом кольце. Следующие в ряду антиоксидантной активности — соединения с пластохиноном (SkQ1 и SkQR1), с двумя метильными заместителями. Еще менее активен SkQ3, с тремя метильными заместителями. SkQB без метильных заместителей проявляет самые слабые свойства.
В целом ряд антиоксидантной активности можно представить так: SkQB < MitoQ < DMMQ ≈ SkQ3 < SkQ1 < SkTQ.

## Механизм действия
Положительный эффект действия SkQ объясняется его характерными свойствами:
1. проникновение в митохондрии — главный источник активных форм кислорода (АФК) клетки
2. ингибирование АФК на месте их образования, причем двумя разными способами:
  - прямая нейтрализация АФК за счет окисления пластохинона,
  - снижение потенциала мембраны митохондрий.

### Проникновение в митохондрии
Благодаря своей липофильности SkQ-вещества способны проникать через липидный бислой. Движение происходит по электрическому потенциалу за счет наличия положительного заряда. Митохондрии клетки — единственный внутриклеточный компартмент с отрицательным зарядом. Поэтому SkQ эффективно проникает и накапливается именно в них.
Коэффициент накопления может быть оценен из уравнения Нернста. Для этого нужно учесть, что потенциал плазматической мембраны клетки составляет около 60 mV (цитоплазма имеет отрицательный заряд), а потенциал мембраны митохондрий — около 180 mV (матрикс имеет отрицательный заряд). В результате электрический градиент SkQ между внеклеточной средой и матриксом митохондрий составляет 104.
Также нужно учитывать, что SkQ обладает высоким коэффициентом распределения между липидом и водой, порядка 104. С его учетом суммарный концентрационный градиент SkQ составит 108.

### Прямое ингибирование АФК
Окисление органических веществ клетки АФК представляет собой цепной процесс. Цепные реакции превращений осуществляются с участием активных свободных радикалов — перекисных (RO2*), алкоксильных (RO*), алкильных (R*), и самих АФК (супероксид анион, синглетный кислород).
Одна из главных мишеней АФК — кардиолипин, полиненасыщенный фосфолипид внутренней мембраны митохондрий, особенно чувствительный к перокислению. После атаки C11 атома линолевой кислоты кардиолипина образуется пероксильный радикал, который стабилизируется в позициях C9 и C13 за счет соседних двойных связей.
SkQ1 так располагается в мембране митохондрий, что остаток пластохинона находится точно около C9 или C13 кардиолипина (в зависимости от конформации SkQ). Таким образом, он может быстро и эффективно гасить пероксильный радикал кардиолипина.
Еще одно важное свойство SkQ — возобновляемость. После нейтрализации АФК пластохиноновый остаток переходит в окисленную форму. Далее его быстро восстанавливает комплекс III дыхательной цепи. Таким образом, за счет функционирования дыхательной цепи SkQ существует главным образом в восстановленной, активной форме.

### Свойства разобщения
В некоторых случаях (например, в экспериментах по продолжительности жизни дрозофил или на растительных моделях) соединение C12-TPP (без пластохинонового остатка) могло успешно заменить SkQ1.
Этот феномен объясняется тем, что любое гидрофобное соединение с делокализованным положительным зарядом способно переносить анионы жирных кислот с одной стороны мембраны на другую, таким образом, понижать трансмембранный потенциал. Такое явление называется разобщением дыхания и синтеза АТФ на мембране митохондрий. В клетке эту функцию в норме выполняют разобщающие белки (или UCP, в том числе термогенин из адипоцитов бурого жира) и АТФ/АДФ антипортер.
Слабое разобщение мембраны приводит к многократному уменьшению количества производимых митохондриями АФК.

### Прооксидантное действие
При больших концентрациях (микромоль и более) SkQ-соединения проявляют свойства прооксиданта — провоцируют выработку АФК.
Достоинство SkQ1 состоит в том, что разница в концентрациях между про- и антиоксидантной активностью составляет 1000 раз. Эксперименты на митохондриях показали, что SkQ1 начинает проявлять свойства антиоксиданта уже при концентрациях 1 нмоль, а прооксидантную — при концентрациях около 1 мкмоль. Для сравнения, такое «окно применения» для MitoQ составляет 2—5 раз. Проявляение антиоксидантной активности MitoQ начинается только с концентраций 0.3 мкмоль, в то время как про-оксидантное действие это вещество начинает демонстрировать начиная с концентрации 0,6—1 мкмоль.

### Противовоспалительное действие
В нескольких экспериментальных моделях (включая опыты на лабораторных животных) SkQ1 и SkQR1 проявили выраженный противовоспалительный эффект.

### Подавление множественной лекарственной устойчивости
SkQ1 и C12-TPP являются субстратами ABC-переносчиков. Основная функция этих переносчиков заключается в защите клетки от ксенобиотиков. Липофильные катионы конкурирует с другими субстратами этих переносчиков и, тем самым, ослабляют защиту клетки от внешнего воздействия.

## Применение

### Медицина
SkQ способен задерживать развитие некоторых признаков старения и увеличивать продолжительность жизни самых разных животных. В зависимости от вида молекулы SkQ, вещество может снижать раннюю смертность, увеличивать среднюю продолжительность жизни и продлевать максимальный возраст подопытных животных). Также в различных экспериментах SkQ замедлил развитие нескольких возраст-зависимых патологий – признаков старения.
Было показано, что SkQ ускоряет заживление ран, а также лечит возрастные заболевания, такие как остеопороз, катаракту, ретинопатию и др.
В конце 2008 года началась подготовка к официальной регистрации SkQ-препаратов в качестве лекарственных средств, допущенных к использованию в России.
Эффективность глазных капель на основе SkQ1 Визомитин против  «синдрома сухого глаза» была также подтверждена в следующих двойных слепых плацебоконтролируемых исследованиях: (а) международное мультицентровое исследование в России и Украине, исследование фазы II в США. В 2019 году в США должно было быть завершено клиническое исследование фазы III по тому же показанию. Также было проведено успешно клиническое исследование по показанию возрастная катаракта .
В России в 2019 году проходят клинические исследования улучшенных версий глазных капель с SkQ1 — препарата Визомитин Форте (по показанию возрастная макулодистрофия) и Визомитин Ультра (первая фаза клинического исследования).

### Косметология
SkQ1 входит в состав косметических средств, таких как Mitovitan Active, Mitovitan и Экзомитин.

### Ветеринария
Препарат «Визомитин» на основе SkQ1 используется в ветеринарной практике для лечения глазных болезней. В частности, эффективность показана для лечения ретинопатии у собак, кошек и лошадей.

### Другое
Эксперименты показали неожиданное действие SkQ на растения. Вещество стимулировало дифференциацию (при обработке каллусов) и прорастание семян (патент US 8,557,733), увеличивало урожайность различных культур.